# The Dancer's Peril
The Dancer's Peril er en amerikansk stumfilm fra 1917 af Travers Vale.

## Medvirkende
- Alice Brady
- Philip Hahn som Grand Duke Alexis
- Harry Benham som Richard Moraino
- Montagu Love som Michael Pavloff
- Alexis Kosloff som Nicholas